# Praktyczny słownik współczesnej polszczyzny
Praktyczny słownik współczesnej polszczyzny – słownik współczesnego języka polskiego napisany pod redakcją Haliny Zgółkowej i wydany w latach 1994–2005 przez wydawnictwo Kurpisz. Jest najobszerniejszym powojennym słownikiem języka polskiego. Jego zadaniem było przedstawienie czynnego słownictwa współczesnych Polaków.
Ze względu na miejsce powstania (wszyscy autorzy związani byli z Uniwersytetem Adama Mickiewicza w Poznaniu) oraz na siedzibę wydawnictwa zwany jest niekiedy „słownikiem poznańskim”.

## Charakterystyka
Słownik zawiera ponad 130 tysięcy haseł zebranych w pięćdziesięciu tomach formatu B5, każdy o objętości około 300 stron. Pierwotnym założeniem autorów było wydanie go w 30 tomach. Słownik gromadzi słowa występujące w polszczyźnie w latach 1954–1993. Był to pierwszy powojenny słownik języka polskiego wydany przez przedsiębiorstwo prywatne. Słownik dostępny był wyłącznie przez subskrypcję, stąd nieznany jest jego nakład ani sposób, w jaki funkcjonuje wśród czytelników.

## Założenia
Zamierzeniem twórców było dotarcie do osób o różnym wykształceniu, zawodach i zainteresowaniach. Z tego powodu informacje o słowach podane są w prosty sposób i nie wymagają wiedzy specjalnej ani przygotowania leksykograficznego. Stąd autorzy nie używają skrótów ani odsyłaczy, hasła są w pełni autonomiczne, informacja gramatyczna o słowach jest skrótowa; brakuje odesłań do tablic odmian. Tematyka słownika obejmuje wiele dziedzin życia, zawiera wyrazy potoczne, środowiskowe, specjalistyczne itp.
Autorzy podkreślają, że zasadniczym celem słownika jest jego praktyczność, dlatego zrezygnowano z precyzji naukowej, a siatka haseł i opis leksykograficzny powstały przy użyciu innych słowników i opracowań leksykograficznych.

## Budowa artykułu hasłowego
Hasło w Praktycznym słowniku współczesnej polszczyzny składa się z następujących części: wyraz hasłowy, opcjonalnie informacja o wymowie, skrócona etymologia słowa, informacja gramatyczna: określenie części mowy, rodzaj, wybrane formy odmiany, definicja znaczenia, przykłady użycia w zdaniach, kolokacje i frazeologizmy, synonimy i antonimy, a hasło zamyka lista wyrazów pochodnych.

## Krytyka
Słownik spotkał się z krytyką, zwłaszcza w początkowej fazie jego ukazywania się. Część recenzentów przyjęła go pozytywnie, wskazując, że można go polecić zarówno uczniom, jak i nauczycielom. Według leksykografa Piotra Żmigrodzkiego w wydawnictwie dostrzega się pozytywną tendencję do uniwersalizacji słownika, czyli przedstawienie jak najpełniejszego opisu, włącznie z funkcją słowa w strukturach językowych, np. kolokacje, synonimy itp. Krytycy zarzucali mu wtórność definicji, ich niepoprawność, braki i błędy przy podawaniu informacji gramatycznych. Szczególne kontrowersje budził dobór słownictwa: kwestionowano występowanie we współczesnej polszczyźnie takich słów, jak m.in. atoli, austeria, bibliopola, cichostępy, cierlica. Zdaniem leksykografów słownik zawiera zbyt dużą liczbę wyrazów wywodzących się z gwar środowiskowych i wyrazów pochodnych od nazw geograficznych, np. Adygejczyk, Adygejka, które nie były używane. Skrytykowano również przykłady, których nie zaczerpnięto z korpusów językowych, a które zostały stworzone przez autorów słownika, w związku z czym ich funkcja ilustracyjna jest iluzoryczna.
W latach 1995–2005 miał miejsce proces wytoczony wydawnictwu Kurpisz przez Wydawnictwo Naukowe PWN, które zarzucało autorom zbyt dosłowne cytowanie definicji ze Słownika języka polskiego pod redakcją M. Szymczaka. Powstały w związku z tym pewne wątpliwości, jak należy traktować opis słownikowy i czy funkcjonuje on na takich samych zasadach, jak twórczość. Wydawnictwo Kurpisz proces ten przegrało.